# Uetliberg
Der Uetliberg oder Üetliberg (ausgesprochen auf Zürichdeutsch: [ˈyə̯tliˌb̥ɛːrɡ̊]; literarisch auch Uto genannt) ist der 870 m ü. M. hohe Hausberg von Zürich und ein beliebtes Naherholungsgebiet.
Als nördlicher Abschluss der Albis-Bergkette (915 m ü. M.) erhebt sich der Uetliberg über den Zürcher Quartieren Leimbach, Friesenberg, Albisrieden (mit Triemli) und Altstetten, auf der Südwestseite schliessen das Reppischtal mit Uitikon und Stallikon (mit Sellenbüren) an. Der Gipfel des Uetlibergs gehört zur Gemeinde Stallikon.

## Geschichte

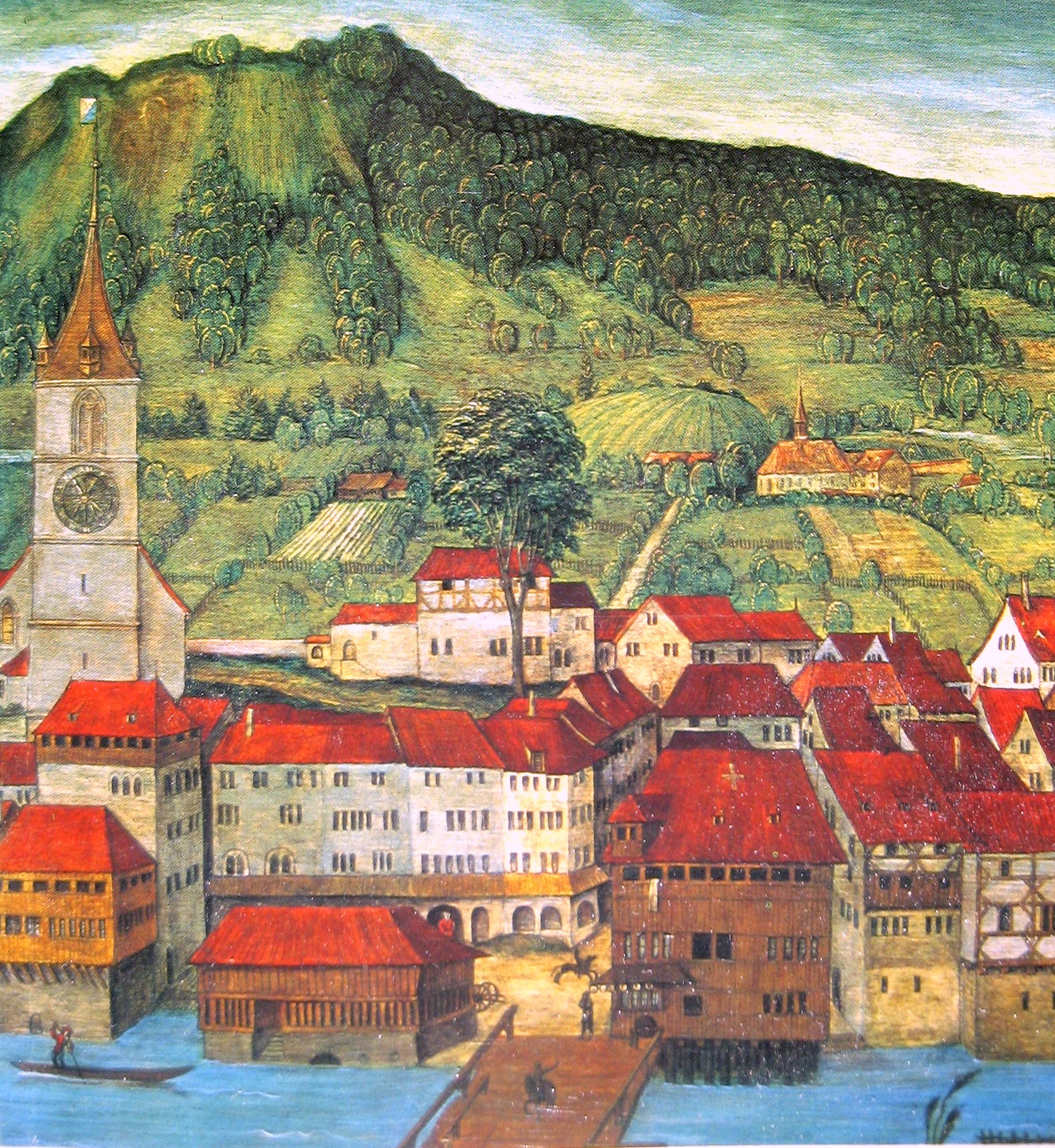
Der Uetliberg auf einer Altartafel von Hans Leu dem Älteren

Auf dem Uetliberg bestand schon in der Bronzezeit eine Fluchtburg beziehungsweise in keltischer Zeit ein Oppidum. Es fand sich auch Keramik aus der Bronze- und der Römerzeit. Herausragender Einzelfund bleibt die winzige Scherbe einer schwarzfigurigen, aus Attika importierten Schale, die in die Zeit um 500 v. Chr. datiert werden kann. Sie zeigt den Ausschnitt eines Pferdekopfes.
Verschiedene archäologische Funde wie Wallanlagen und Fürstengrabhügel Sonnenbühl sind heute noch zu besichtigen.
Die Fluchtburg Uetliburg bestand seit dem 10. Jahrhundert.
Der Uetliberg und der nahe Albiskamm waren im Mittelalter Standort von sechs Burgen, von denen heute nur noch Reste vorhanden sind: Uetliburg, Sellenbüren, Friesenberg, Baldern, Schnabelburg und Manegg.
Die erste Erwähnung der Uͦtelenburh datiert auf das frühe 13. Jahrhundert. Der Name ist abgeleitet von einem alemannischen Personennamen Uotilo;
althochdeutsch *Uotilinburg wäre demnach die ‹Burg des Uotilo›.
Es wurde vorgeschlagen, dass dieser Uotilo identisch sein könnte mit Odilo, von 736–748 Herzog von Bayern.
Die Schreibung Uͤetliberg findet sich auf dem Murerplan (1566), Uetliberg auf der Gygerkarte (1667) und Üetliberg erstmals 1763.
Die Dufourkarte von 1861 hatte Uetliberg, die Siegfriedkarte von 1881 bis 1902 schrieb Ütliberg, seit 1913 wieder Uetliberg.
1267 zerstörten angeblich die Zürcher unter Rudolf von Habsburg im Zuge der Regensberger Fehde die Uetliburg, dies gilt jedoch nicht als historisch gesichert. 1750 bestieg der Dichter Friedrich Gottlieb Klopstock den Berg. Die Bezeichnung Uto als literarische Form von Üetli oder Uotilo geht zurück auf die Ode  «Der Zürchersee» von  Klopstock (1750/1), «Schon lag weit hinter uns Uto, an dessen Fuss Zürich […]». Seither trat Uto als Namensbestandteil von Zürcher Gebäuden, Strassen und Vereinen auf; seit 1940 ist Uto Kulm als Name des Hotels auf dem Uetliberg auf der Landeskarte verzeichnet.
Ab 1644 war der Gipfel des Uetliberg  Standort einer Hochwacht.
1812 wurde die Hochwacht Uetliberg aufgehoben, 1815 eröffnete in der ehemaligen Hochwacht ein Gastwirtschaftsbetrieb. 1894 wurde der erste Aussichtsturm gebaut.
Unterhalb und westlich des ehemaligen Berggasthauses «Annaburg» (abgebrochen 1990)
liegt der Bauernhof Alt Uetliberg, erstmals erwähnt um 1620 und vermutlich wesentlich älter und Zeuge alter Bauernkultur auf dem Uetliberg. 1984 wollte der Kanton Zürich die Gebäude abreissen lassen. Dagegen wehrte sich erfolgreich eine Petition. Heute dienen die Gebäude als Pfadfinderheim.
Eine hölzerne Skisprungschanze wurde 1954 südlich oberhalb des Bauernhauses Alt Uetliberg erstellt. In den 70er-Jahren wurde ein Schanzenrekord von 41,5 Meter erzielt. Wegen häufigem Schneemangel und nachlassendem Publikumsinteresse wurde die Schanze 1994 abgerissen.
Während des Zweiten Weltkriegs wurde das Gebiet des Uetlibergs und der Waldegg im Rahmen der ersten Armeestellung (Limmatstellung) mit über 100 verbunkerten Unterständen befestigt.

## Gebäude

### Bergrestaurant «Uto Kulm»

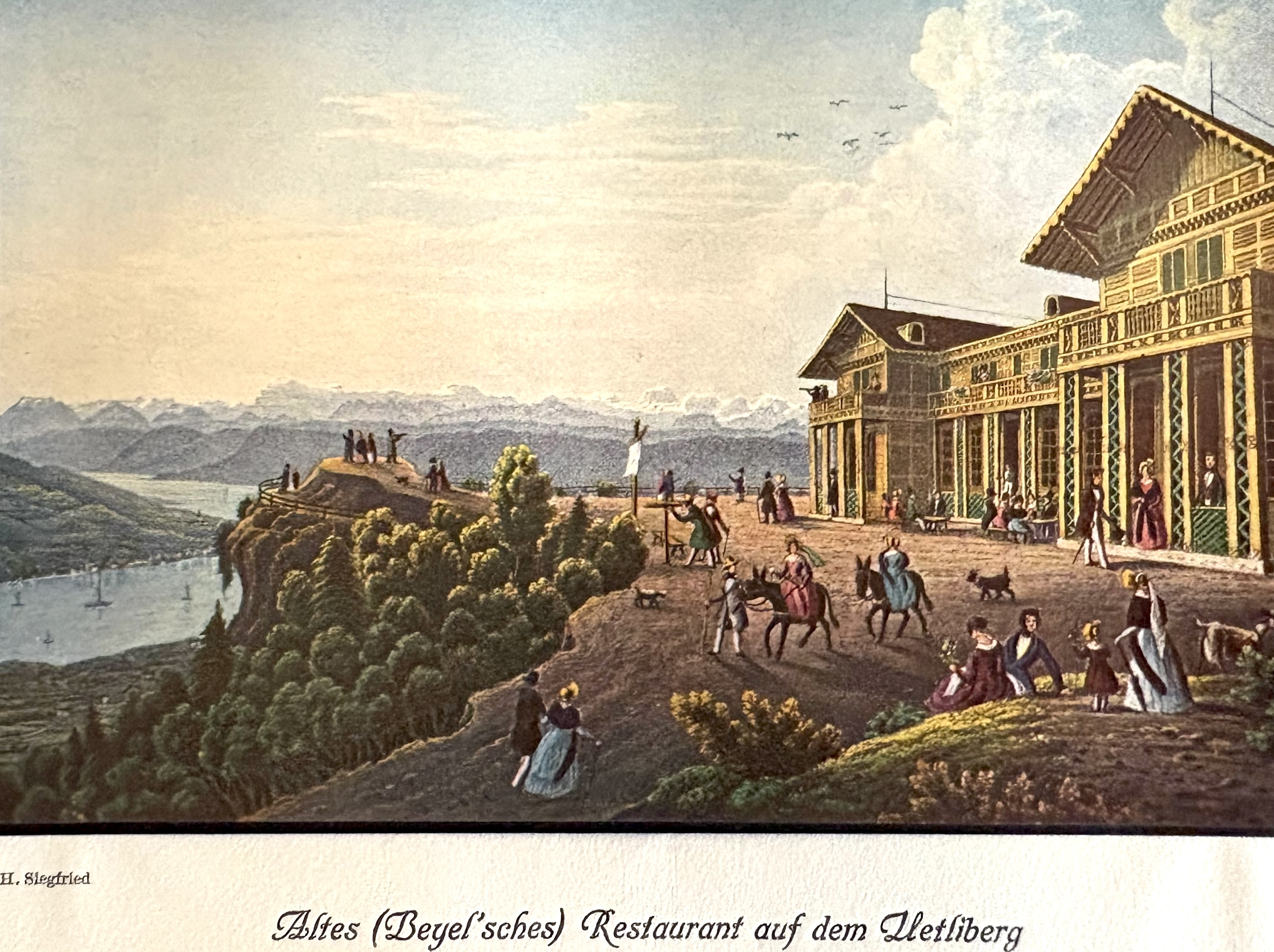
Das Restaurant von Friedrich Beyel,
um 1845

1815 eröffnete in der ehemaligen Hochwacht ein Gastwirtschaftsbetrieb. 1838 erwarb Friedlich Bluntschli das Gipfelgebiet von seinem Vetter Gerber Bluntschli; der Zürcher Architekt Johann Caspar Breitinger erbaute ihm das erste Kurhaus. Im Jahr 1840 eröffnete Friedrich Beyel das Gast- und Kurhaus Uetliberg, Architekt war Johann Jakob Breitinger. Am 8. März 1840 stürzte der Bergsteiger, Naturforscher und Zürcher Armensekretär Friedrich von Dürler nach dem Besuch des Gasthauses beim Abstieg zu Tode. Der Dürlerstein beim heutigen Bergrestaurant Uto Staffel erinnert an ihn. 1873 kaufte der Hotelier Caspar Fürst den Berggasthof.
Das bestehende Haus wurde vergrössert und nördlich davon ein Hotel errichtet. 1927 wurde das Hotel Uetliberg von der Stadt Zürich übernommen, der ETH-Zürich-Lehrwald wurde errichtet. Im Jahr 1935 erwarben die Brüder Niedermann, beide Grossmetzger in Zürich, das Berggasthaus, während das Hotel 1943 infolge Baufälligkeit abgebrochen wurde.
1973 gelangte das Berggasthaus in den Besitz der Generalunternehmung Karl Steiner. 1983 kaufte die Schweizerische Bankgesellschaft das Berggasthaus Uto Kulm.
1999 kaufte Giusep Fry (1959–2023) das Berggasthaus mit Aussichtsturm. Er nahm in der Folge verschiedene Umbauten vor, die vom Bundesgericht als illegal erklärt wurden. 2022 übergab Fry die Leitung an seinen Sohn Fabian.

### Aussichtsturm
1894 entstand der erste Aussichtsturm.
1990 wurde der Aussichtsturm durch einen Neubau ersetzt, den Aussichtsturm Uetliberg.

### Fernsehturm
1953 wurde der 75 Meter hohe Fernsehsendeturm erbaut, es fanden erste Versuchsausstrahlungen statt. 1968 ersetzte ein 132 Meter hoher Sendeturm den Turm aus dem Jahr 1953. Im Jahr 1968 wurde der Friedhof Eichbühl fertiggestellt, ein bedeutendes Werk Schweizerischer Landschaftsarchitektur. Die Bahngesellschaft Zürich-Uetliberg und die Sihltalbahn fusionierten zur SZU.

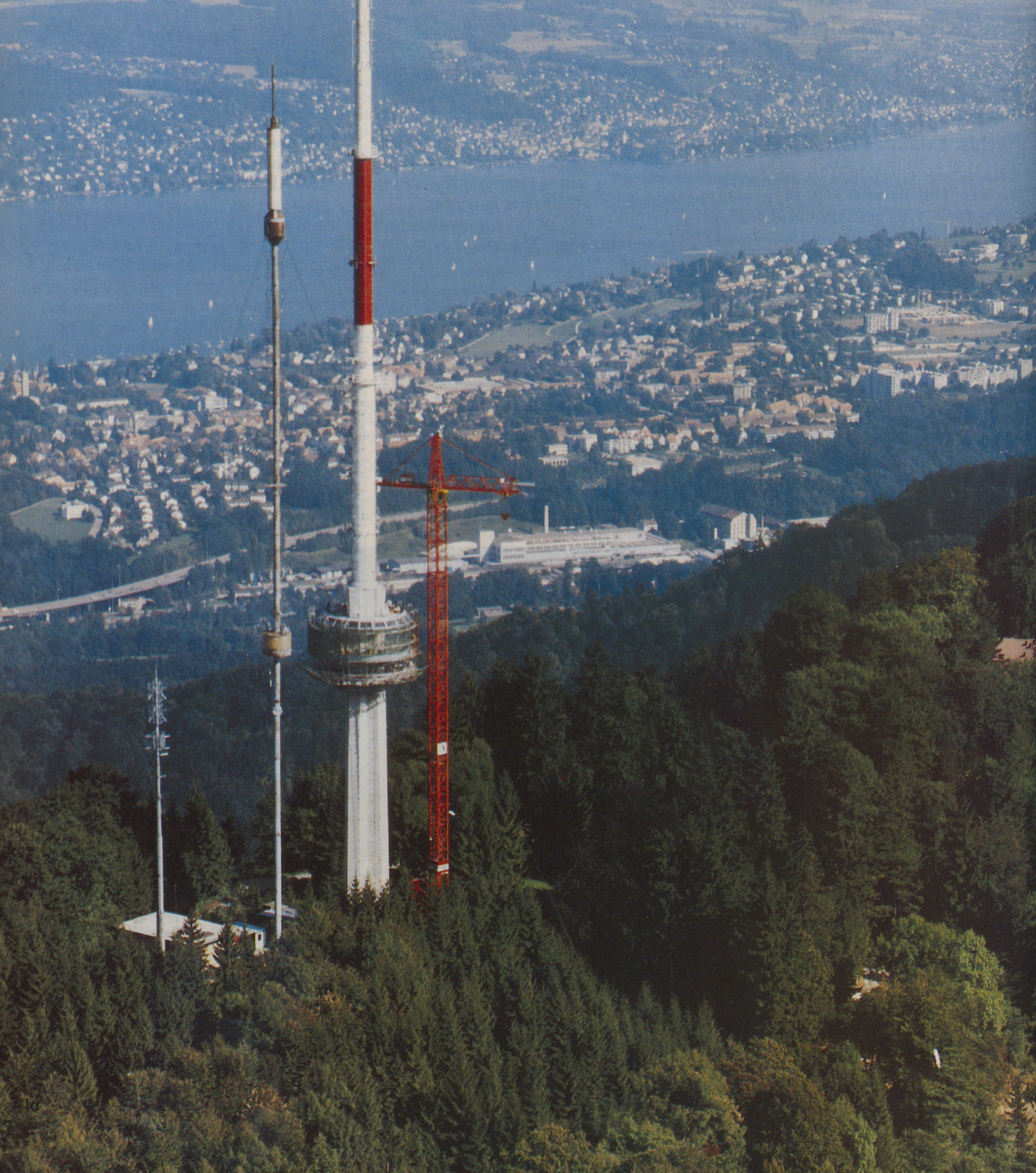
Der Fernsehturm auf einer Flugaufnahme von 1990
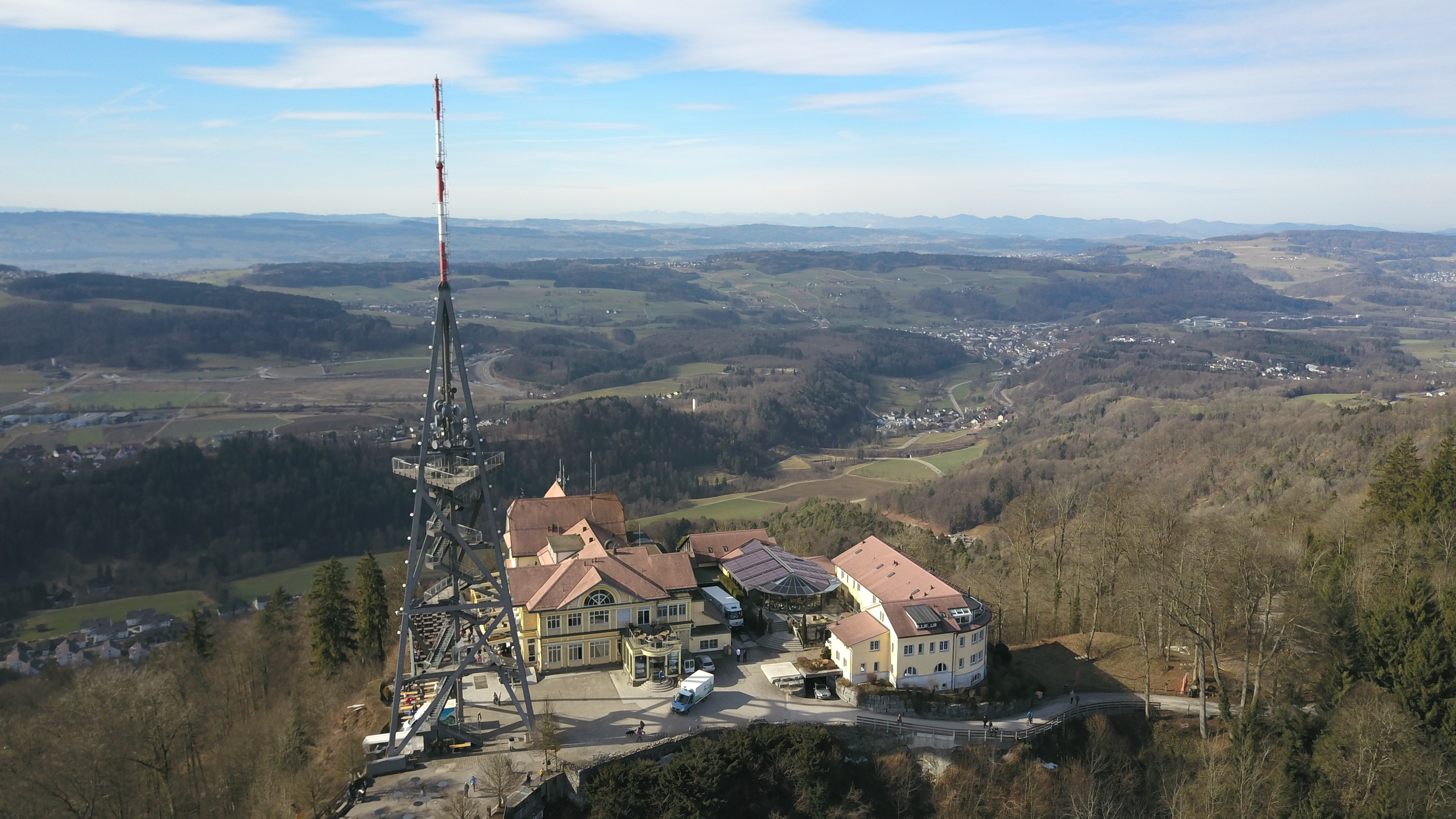
Hotel Uto Kulm auf dem Uetliberg
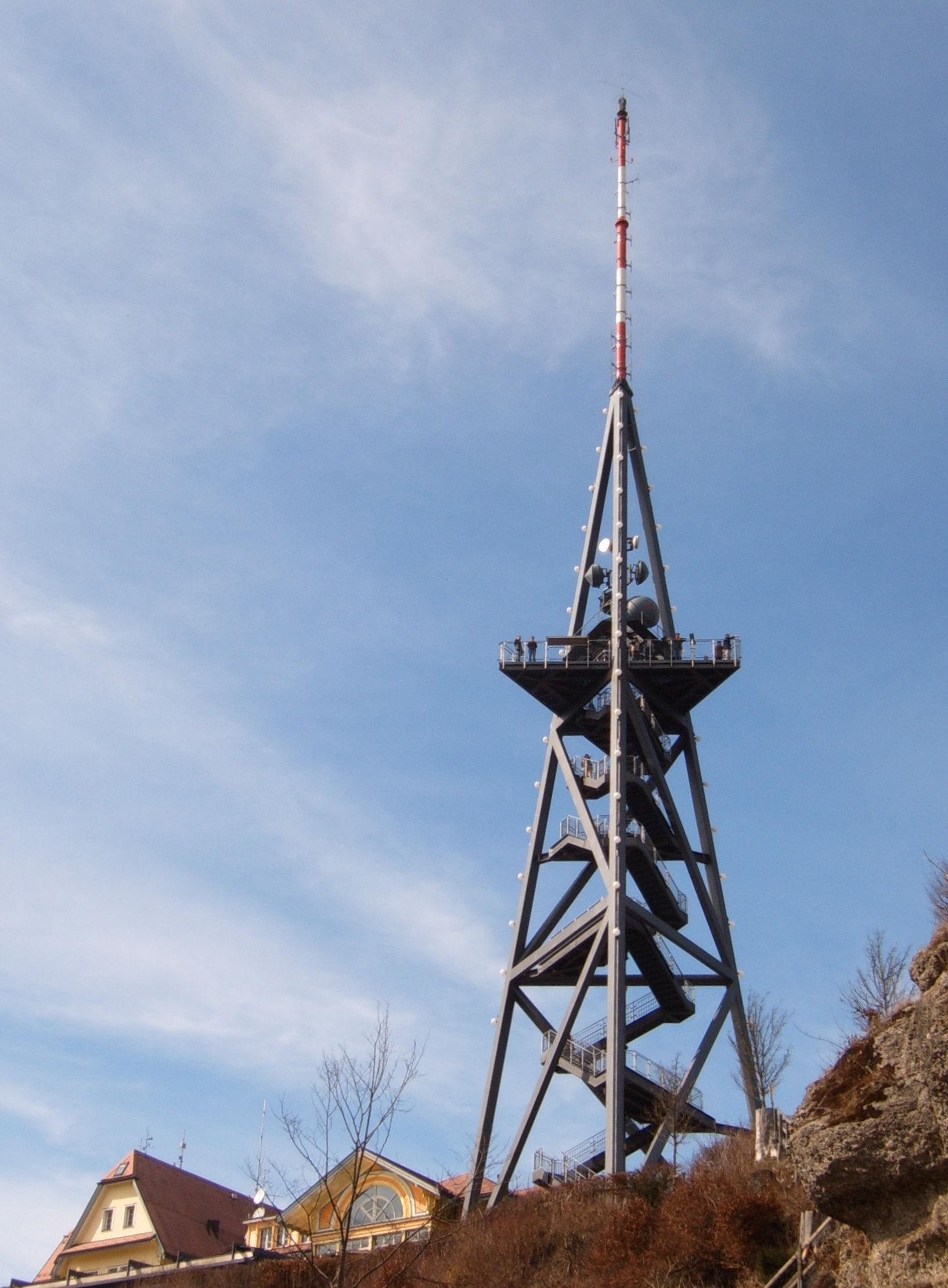
Aussichtsturm auf dem Uetliberg, links Hotel Uto Kulm
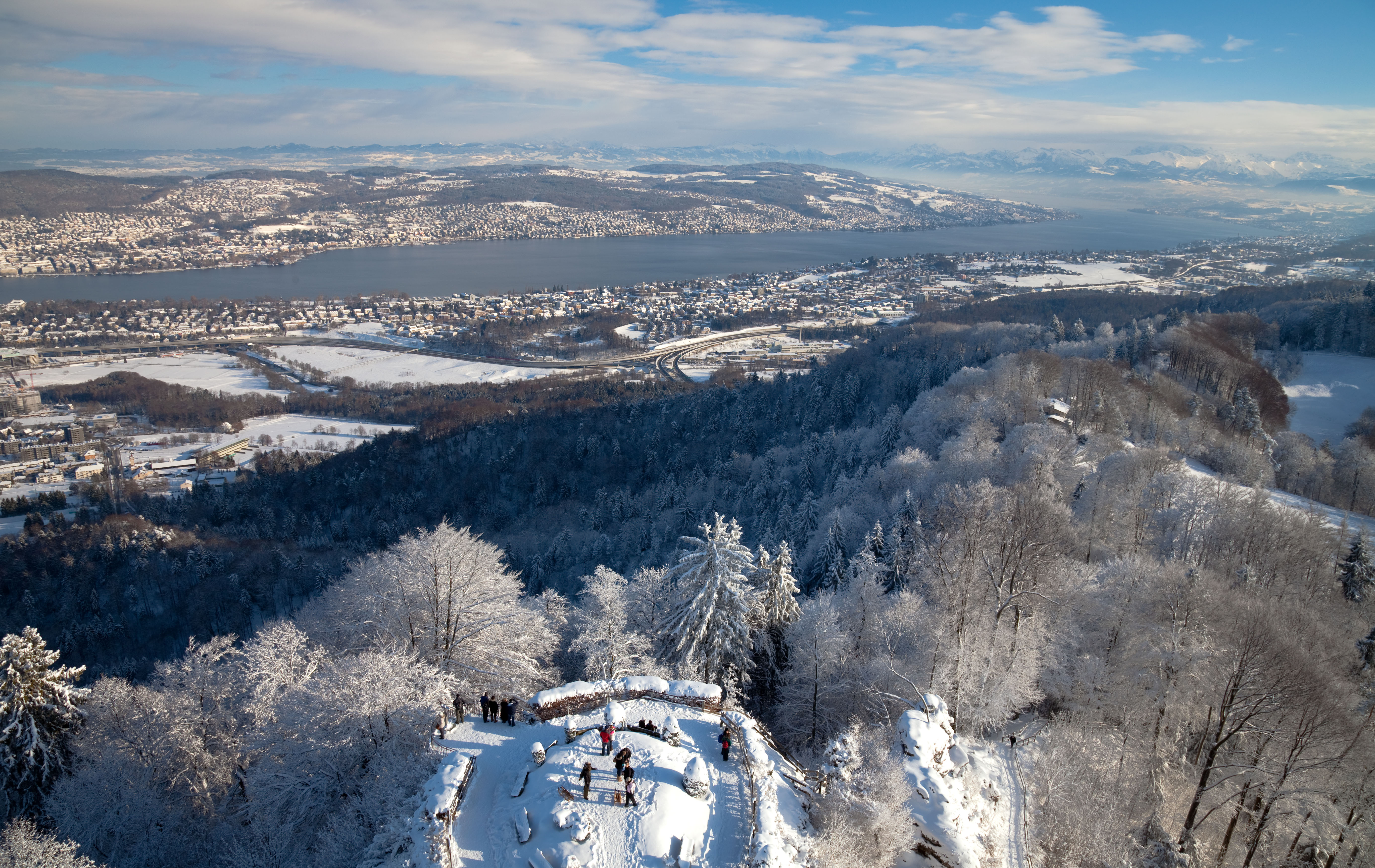
Blick vom Aussichtsturm im Winter

## Verkehr

### Uetlibergbahn

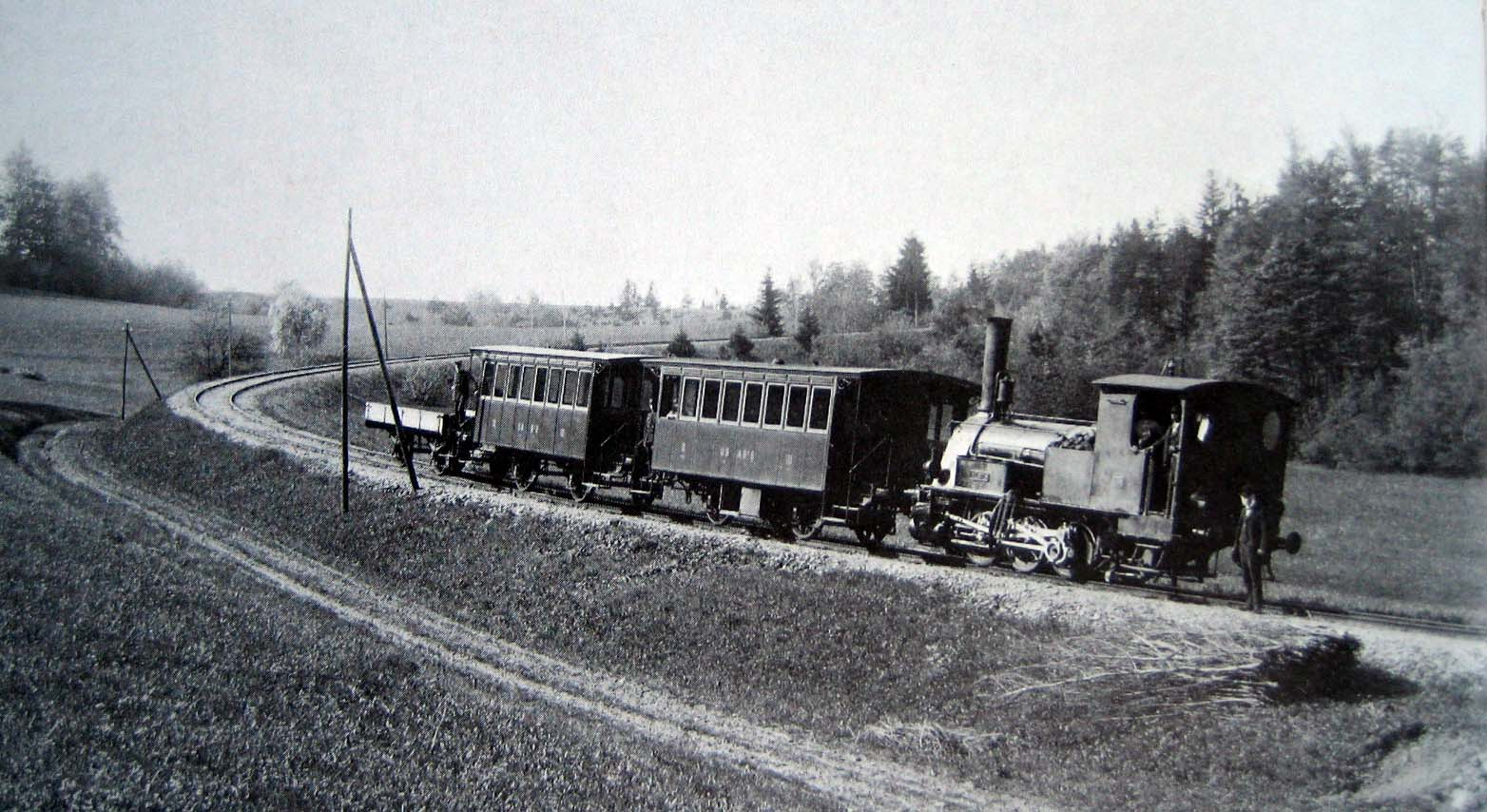
Uetlibergbahn um 1910

1872 wurde die Uetlibergbahn-Gesellschaft gegründet. Die Eröffnung der Strecke war 1875. Vom Bahnhof Selnau führte die Strecke mit 40 ‰ Steigung zur Endstation Uetliberg, knapp unter dem Gipfel. 1920 wurde die Uetlibergbahn stillgelegt und die Betriebsgesellschaft liquidiert. Zwei Jahre später nahm die neu gegründete Bahngesellschaft Zürich-Uetliberg den Bahnbetrieb wieder auf. 1923 erfolgte die Elektrifizierung der Bahnstrecke. Das Restaurant "Gmüetliberg" an der Endstation wurde 1967 durch die Bahngesellschaft übernommen. 1990 wurde die Strecke bis zum Hauptbahnhof Zürich verlängert.

### Uetlibergtunnel
2009 wurde der Uetlibergtunnel als Teilstück der Autobahn A3 eröffnet.

## Naherholungsgebiet

### Erschliessung und Infrastruktur

Luftbild von Walter Mittelholzer (1932)

Die touristische Erschliessung begann im 19. Jahrhundert mit der Uetlibergbahn (Eröffnung 1875) und dem Bau verschiedener Hotels und Gasthäuser auf dem Uetliberg und der Albiskette. Heute stehen auf dem Gipfel des Uetliberges das Traditionshotel Uto Kulm und der Aussichtsturm Uetliberg, der ganzjährig öffentlich zugänglich ist.
Erschlossen wird der autofreie Üetliberg durch die zum Zürcher S-Bahn-Netz gehörende Linie S10 der Sihltal-Zürich-Uetliberg-Bahn, die als steilste normalspurige Adhäsionsbahn Europas vom Hauptbahnhof bis zur Station Uetliberg zehn Gehminuten unterhalb des Gipfels führt. Von der Bahnstation aus führt der Planetenweg Uetliberg–Felsenegg zur Felsenegg, wo die Luftseilbahn Adliswil–Felsenegg nach Adliswil hinunter führt. Die Luftseilbahn Leimbach–Mädikon ist nicht öffentlich.
Von der Stadt Zürich führen verschiedene Wanderwege in etwa einer Stunde zum Gipfel:
- Der abwechslungsreiche «Denzlerweg» führt vom Albisgüetli (Endstation Tramlinie 13) in ziemlich gerader Richtung zum Gipfel. Er ist benannt nach einem Bäcker Denzler, der auf diesem Weg seine Semmeln jeden Morgen ins Hotel auf dem Gipfel gebracht und diesen Weg etwa 4000-mal gemacht haben soll.
- Ebenfalls vom Albisgüetli führt der «Laternenweg» etwas weiter westlich auf den Grat. Er hat seinen Namen von seiner früheren Gaslaternenbeleuchtung, die seit 2003 elektrifiziert ist.
- Vom Triemli (Endstation Tramlinie 14) führt der «Hohensteinweg» über eine Bergschulter nach oben, der im Winter als Schlittelweg besonders beliebt ist.
- Von Uitikon-Waldegg (Parkplatz) führt eine Waldstrasse zum Gipfel. Dieser Weg hat die geringste Steigung.

Im Winter ist der Uetliberg besonders beliebt, da sein Gipfel oft oberhalb der Zürcher Hochnebeldecke ist. Früher trugen bei solchen Inversionswetterlagen die Tramlinien, die zum Fuss des Uetlibergs fahren, die Tafel «Uetliberg hell». Im Winter werden einige der Wanderwege als Schlittelwege genutzt.
Swisscom Broadcast betreibt auf dem Uetliberg eine bedeutende Fernmeldeanlage (den Fernsehturm Uetliberg) für die Weiterverbreitung von Radio- und Fernsehprogrammen.
Der Uetliberg bietet – vor allem von dem auf dem Berggipfel gelegenen Aussichtsturm Uetliberg aus – Aussicht über die ganze Stadt und den Zürichsee. Die Fernsicht erstreckt sich bei guter Witterung im Norden bis zum Hohentwiel, vom Osten bis Süden in die Glarner, Bündner und Berner Alpen. Weitere Höhenzüge in Deutschland (Schwarzwald), Frankreich (Vogesen) und Österreich sind ebenfalls zu erkennen.

### Klettergebiet

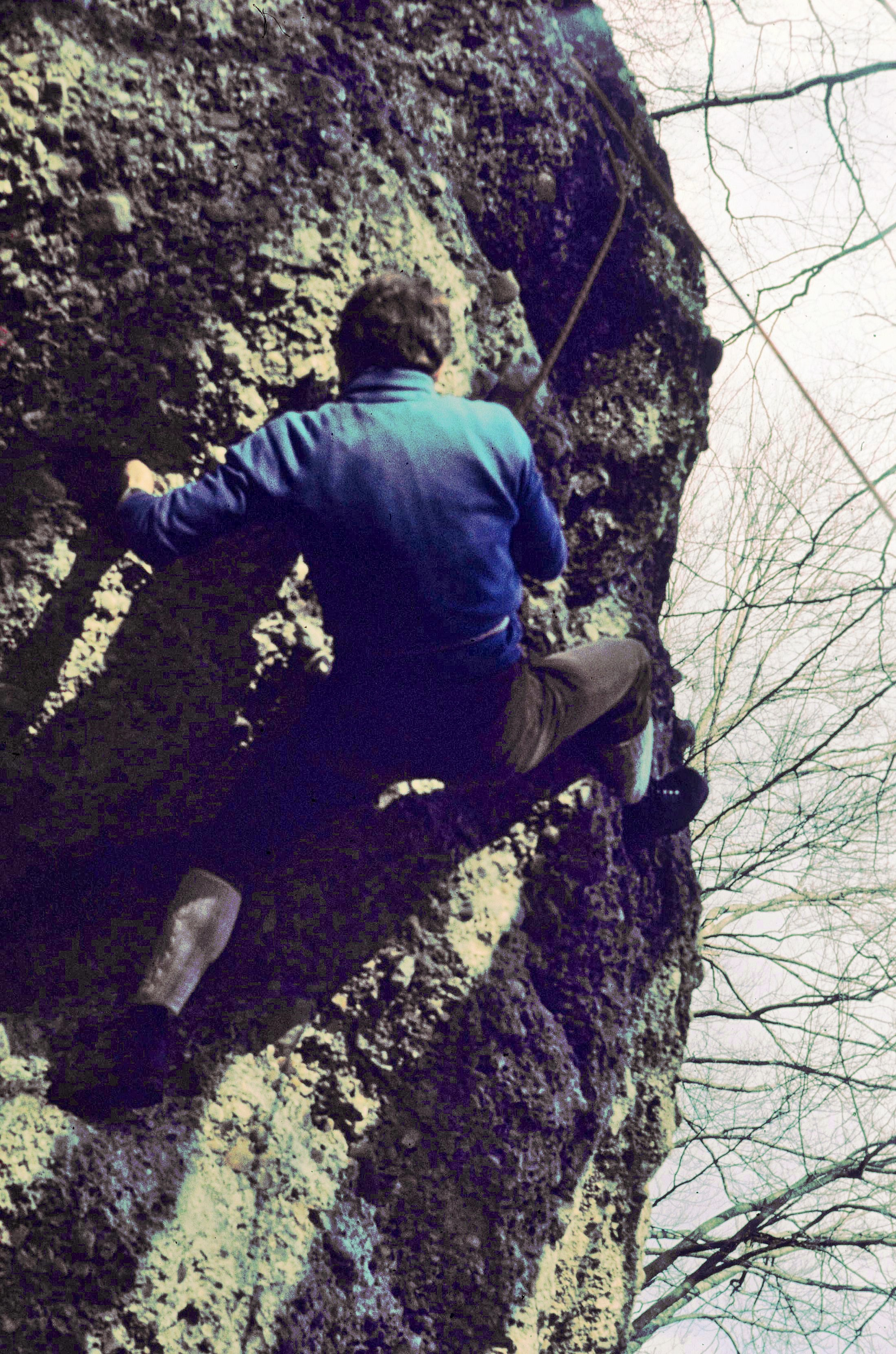
Nagelfluhklettern 1960er Jahre

Die etwa 20 Meter hohen Konglomeratfelswände des Uetlibergs haben besondere Bedeutung für die Entwicklung des Schweizer Sportkletterns. 1978 wurde der Kletterclub Üetliberg KCÜ gegründet, eine informelle Vereinigung von Bergsteigern aus Zürich und Umgebung.
Mitglieder der anarcho-dadaistischen Vereinigung, deren einzige Statute darin bestand, dass jegliche Statuten aufgehoben gehören, waren junge Sport- und Spitzenkletterer, die an den Nagelfluhfelsen des Uetlibergs trainierten. Initiant war Bergführer Walter Müller von der Jugendorganisation der Sektion Uto des Schweizer Alpen-Clubs.
Zu den Gründern, die sich darauf auch als Alpinisten und Pioniere des alpinen Sportkletterns einen Namen machten, gehörten Martin Scheel, Gabriel Huber, Thomas Müller und Roland Heer. Sie waren einige der ersten Freikletterer der Schweiz.
Um in den KCÜ aufgenommen zu werden, musste lediglich der 35 Meter hohe Turm auf dem Uetliberg free solo, also seilfrei, erklettert werden samt Überwindung des Schlussüberhangs auf die Plattform. Der Club entstand im Umfeld der Zürcher Jugendbewegung von 1980.
Der politische Aktivismus der KCÜ-Mitglieder spiegelt sich oft auch in den Namen ihrer Erstbegehungen wider, zum Beispiel der Route Metzerstrasse 58/61 im Jura. Das war die Adresse eines besetzten Hauses, in dem einige Mitglieder lebten. Im Laufe der Zeit löste sich der informelle KCÜ wieder auf.
Noch heute trainieren Kletterer auf dem Uetliberg. Nach heutigen Massstäben hat der Uetliberg als Klettergebiet jedoch nur noch untergeordnete Bedeutung. Es gibt zwölf Routen in den Schwierigkeitsgraden zwischen 6a+ und 7a+.

### Mountainbike-Trails
Nachdem es zu starken Interessenkonflikten zwischen Wanderern und Bikern gekommen war, erarbeitete die Stadt Zürich ein Nutzungskonzept für den Uetliberg. Im Frühsommer 2005 wurde der Biketrail Triemli eröffnet. Die Mountainbike-Strecke beginnt beim Fernsehturm und führt über eine Länge von 3,5 km und eine Höhendifferenz von 350 m zur SZU-Station Triemli. Zudem gibt es den etwas kürzeren, südöstlich gelegenen Biketrail Höckler. Gleichzeitig wurde der Velotransport durch die Bahn eingeschränkt. Insgesamt führte das Konzept zu einer deutlichen Verbesserung.
Wenngleich sich der Biketrail Triemli grosser Beliebtheit erfreut, gibt es auch kritische Stimmen, die den losen steinigen Untergrund und eine unglückliche Linenwahl bemängeln. Ende 2010 wurde der Verein Züritrails gegründet. Ziel ist es, die Interessen der Mountainbiker zu vertreten und der Stadt Hilfe beim Unterhalt und der Konzeption bestehender und neuer Trails anzubieten. Schnell kam es zu einer produktiven Zusammenarbeit zwischen Verein und Stadt, so dass bereits im April 2011 Trail-Bautage stattfanden. Bei diesem ersten Event wurde der Biketrail Triemli ausgebessert und die Attraktivität durch neue Elemente und flüssigere Kurven für Anfänger sowie Profis erhöht.

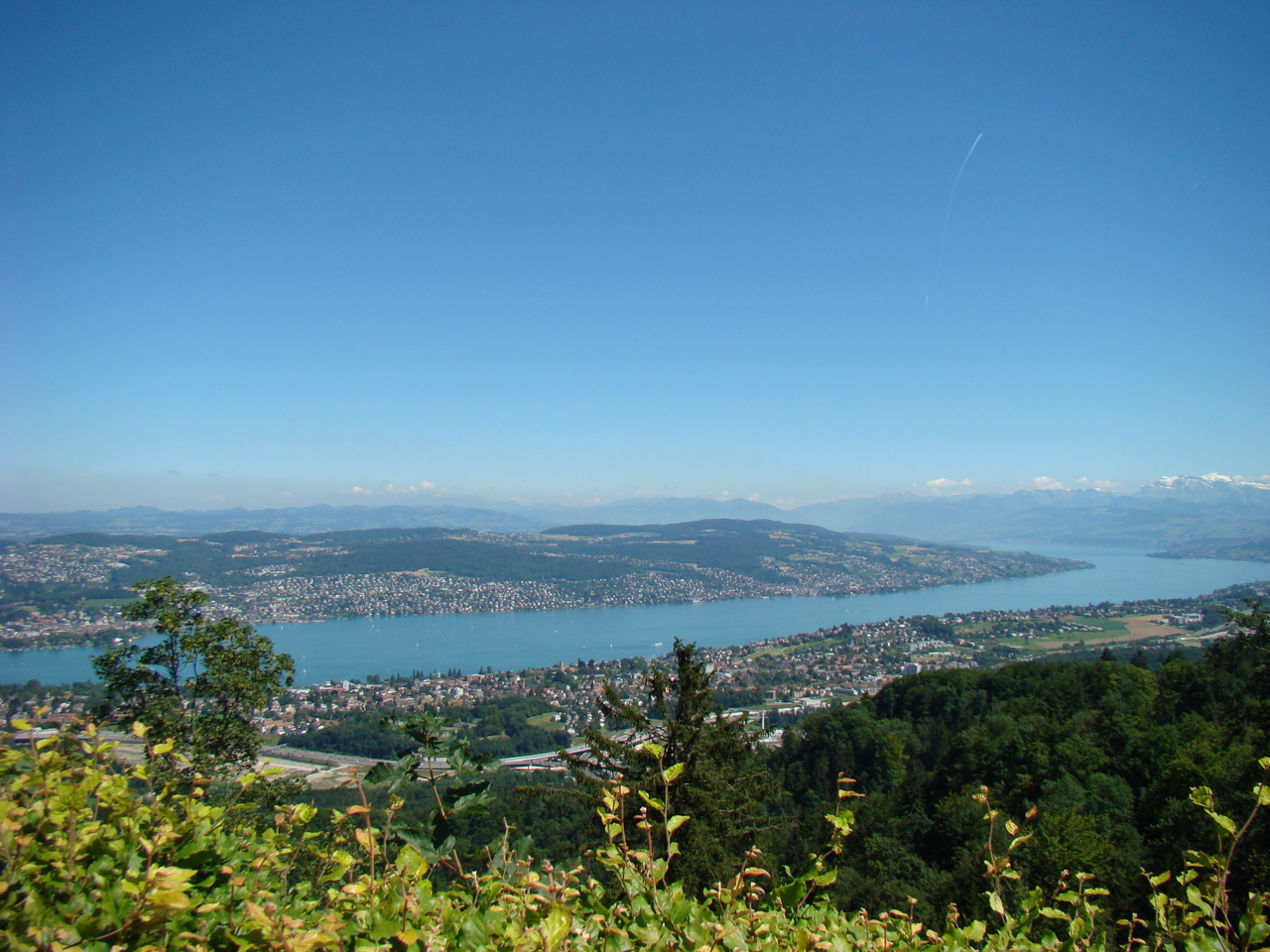
Blick vom Üetliberg auf den Zürichsee und die Glarner Alpen
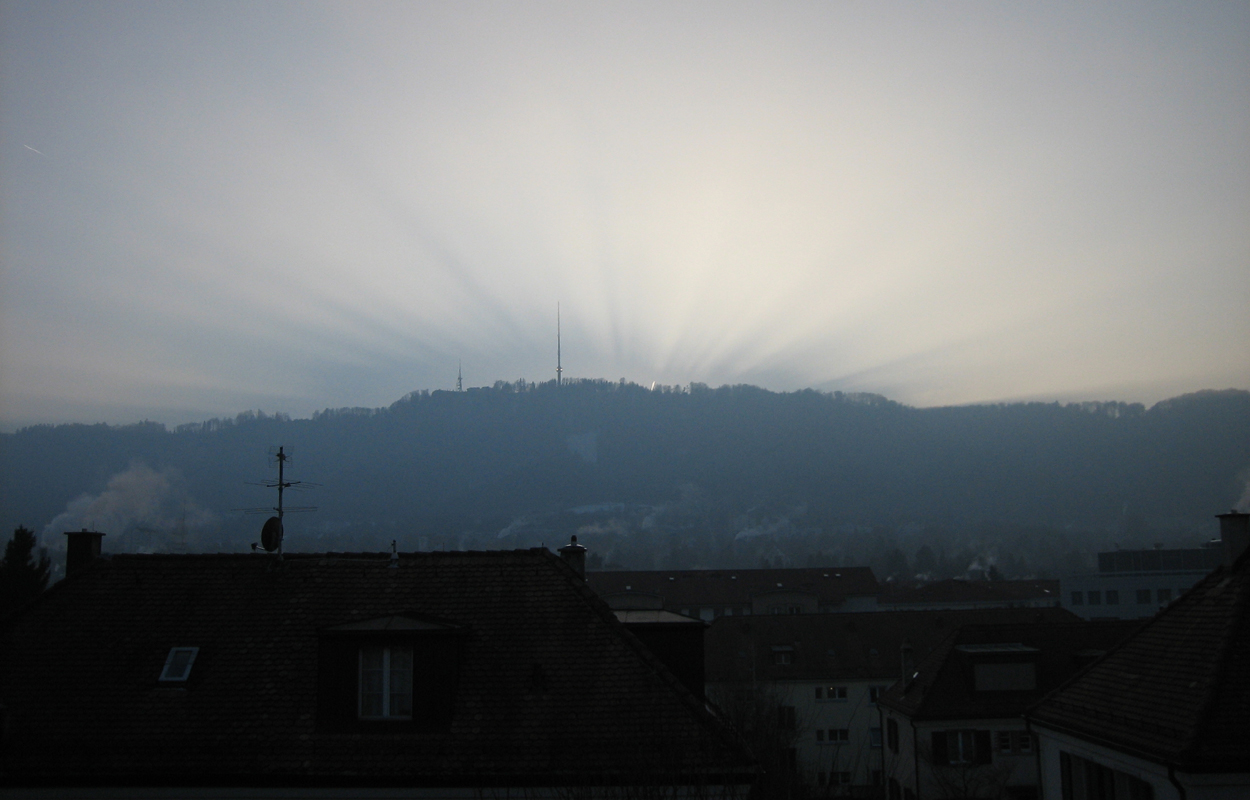
Uetliberg von Wiedikon aus
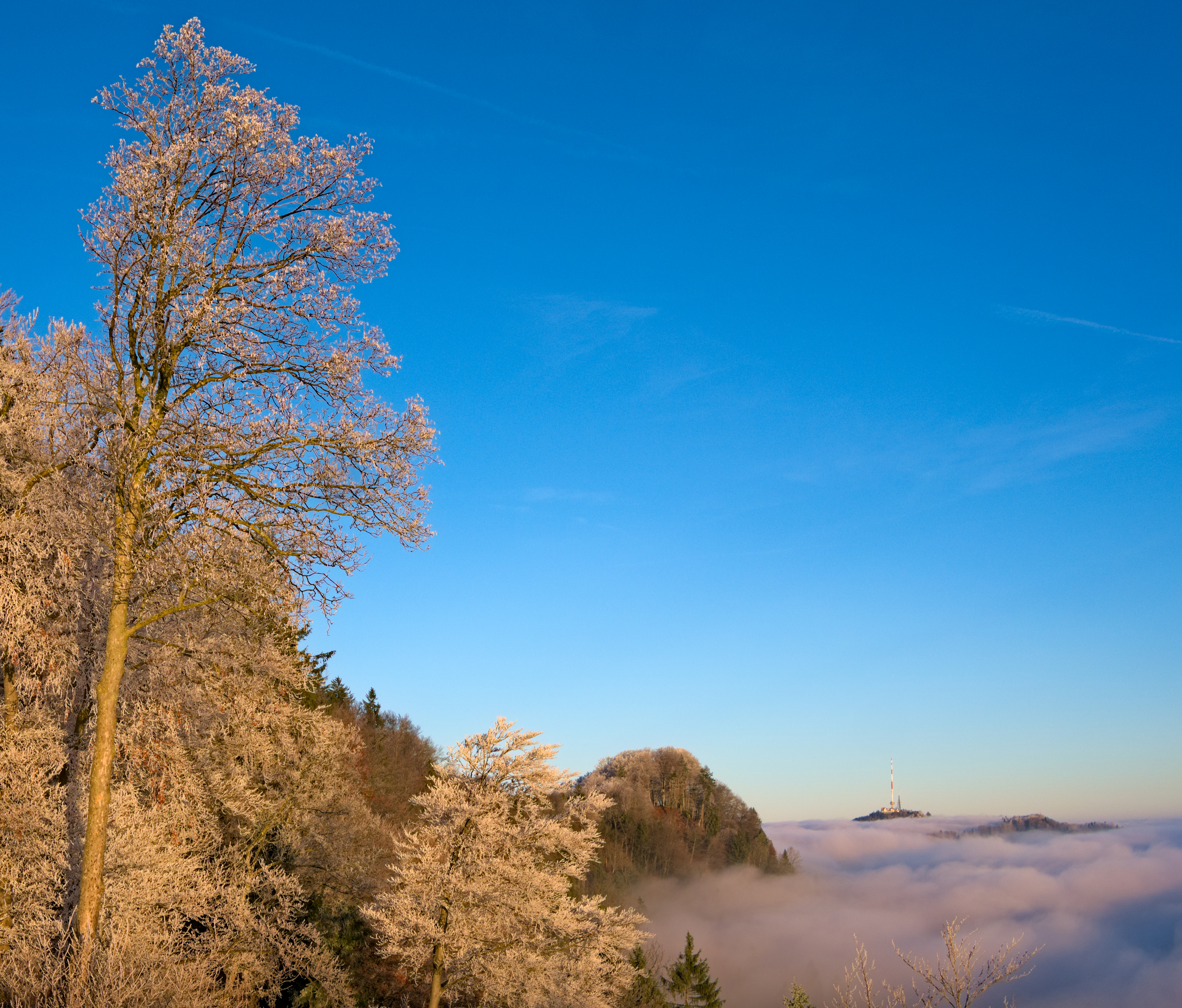
Der Üetliberg über einem Nebelmeer von der Felsenegg aus
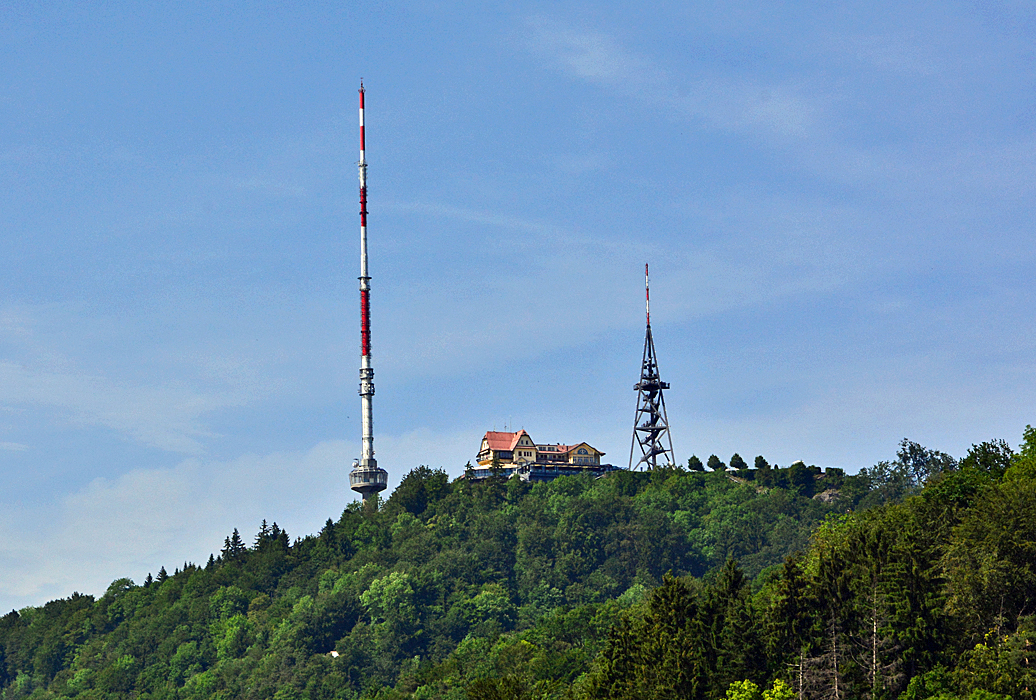
Uetliberg Kulm, von Stallikon aus

## Schreibweise
Beide Schreibweisen Uetliberg und Üetliberg sind verbreitet und gebräuchlich. Offiziell ist gemäss Landeskarte und in amtlicher Vermessung Uetliberg.
Vereinzelt ist in älteren Dokumenten auch die Schreibweise Hüetliberg anzutreffen.

## Trivia
Vor seinem Kampf gegen Jürgen Blin im Hallenstadion Zürich absolvierte Muhammad Ali im Dezember 1971 sein Training auf dem Uetliberg. Der Fotograf Eric Bachmann hielt diesen Augenblick fest.

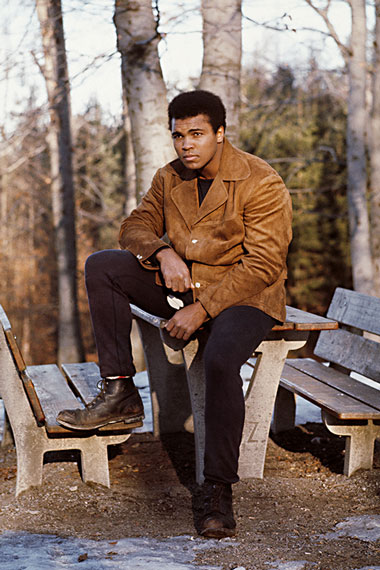
Muhammad Ali auf dem Uetliberg, 1971.